# Chasse aux trophées

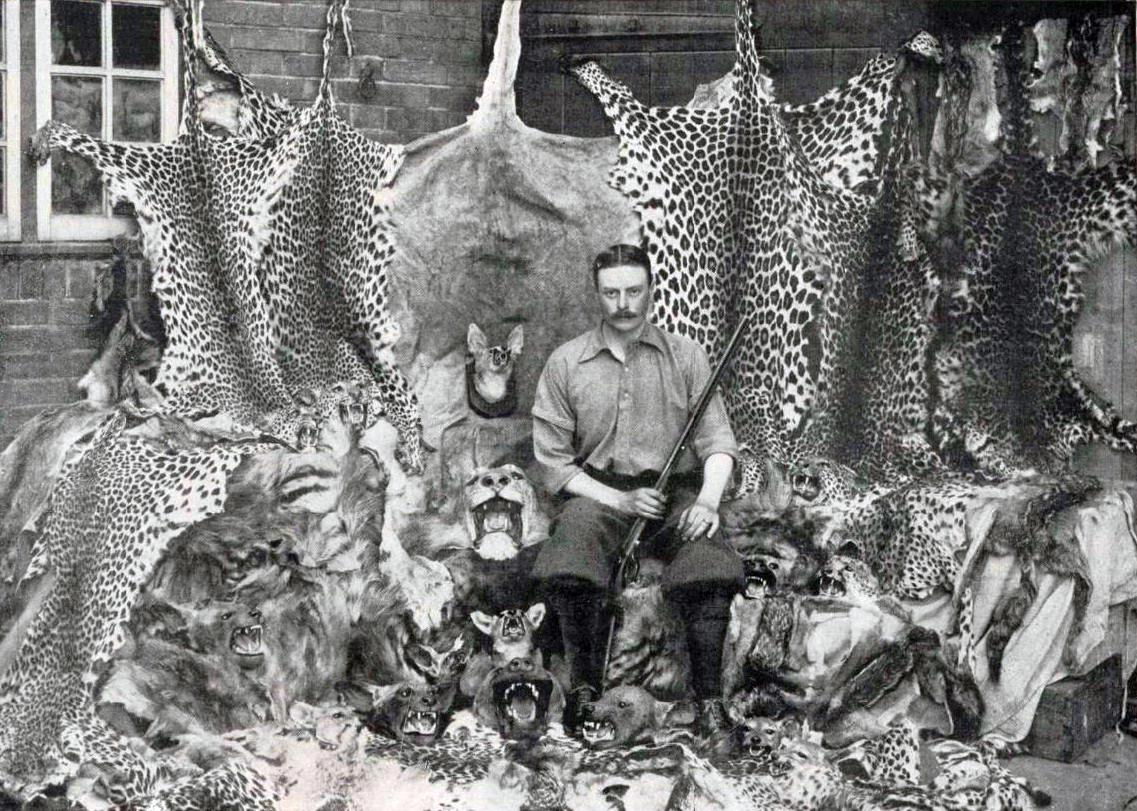
Trophée de chasse au Somaliland, en 1899.

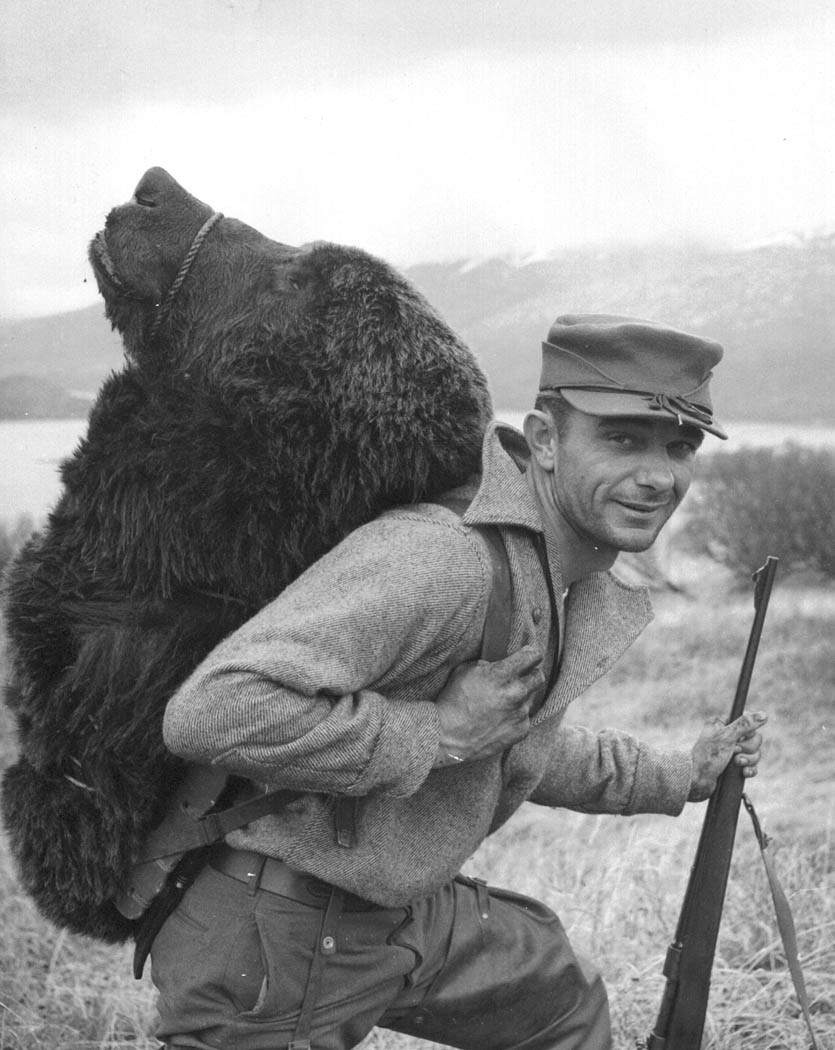
Chasseur avec une tête d'ours kodiak portée sur son dos dans l'Archipel de Kodiak (Alaska, 1957).

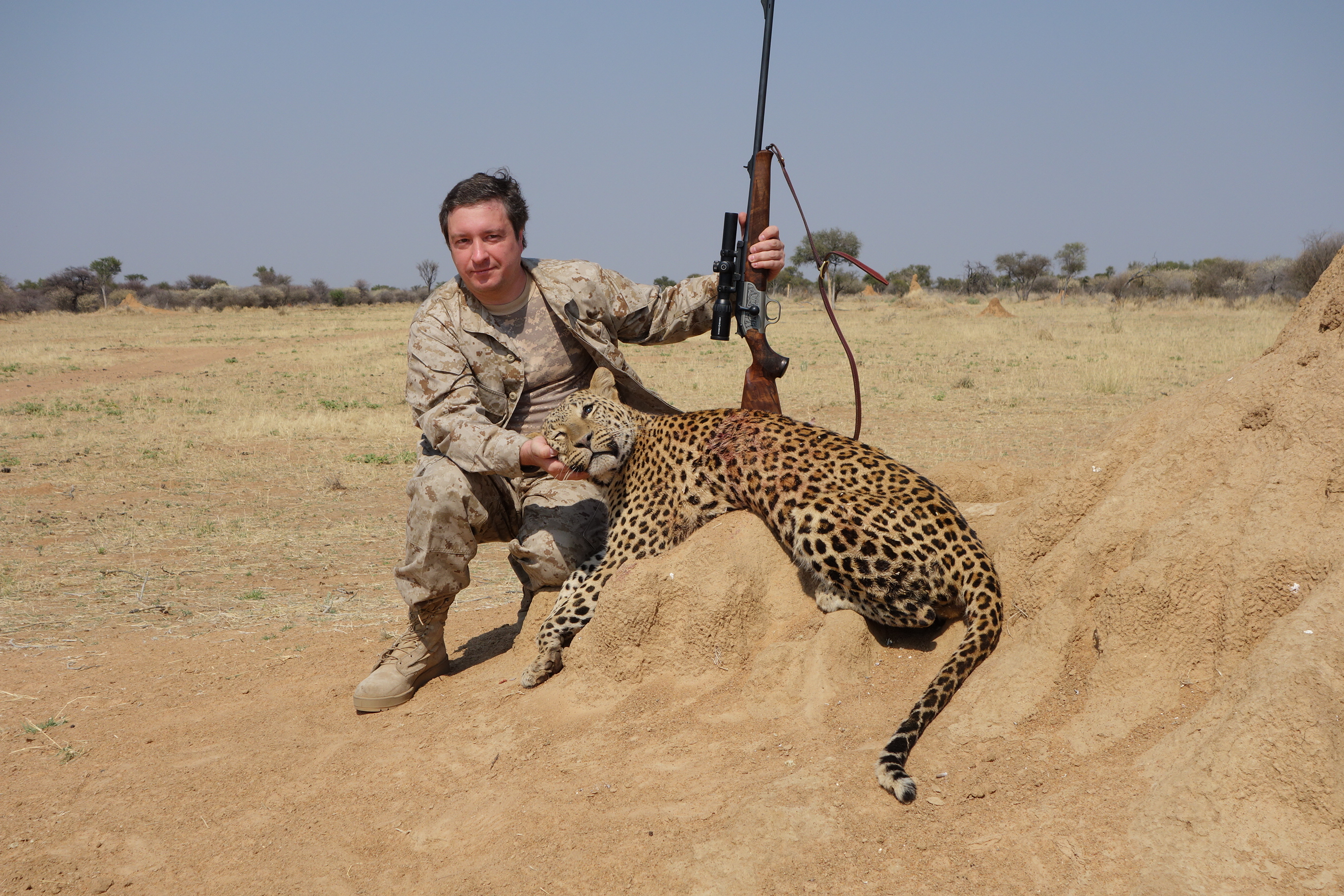
Chasseur avec le corps d'un léopard d'Afrique en Namibie (2014).

La chasse aux trophées est une chasse sélective visant le gros gibier, pratiquée par les humains à des fins récréatives et caractérisée par la volonté d'attester et de commémorer le succès de la chasse, grâce à l'exhibition d'un trophée de chasse.
Celui-ci consiste en une partie de l'animal ou son corps entier, souvent gardé en souvenir pour être taxidermisé et exposé, et traditionnellement photographié aux côtés du chasseur. Le trophée contribue à faire valoir un certain statut social, comme élément ostensible attestant des talents de chasse.
Les parties de l'animal qui sont conservées comme trophée de chasse sont généralement la peau, les bois, les défenses, les cornes et la tête. La carcasse peut être utilisée comme nourriture. Traditionnellement c'est l'animal le plus âgé et le plus mature d'un groupe qui est le plus recherché, donc souvent le plus grand mâle, ou celui ayant les plus grands bois ou les plus grandes cornes.
Elle a lieu sur tous les continents et peut être aussi bien pratiquée en milieu sauvage que dans des ranchs qui élèvent du gibier à ces fins. Son influence sur la conservation de la nature et sur l'économie locale est étudiée et fait l'objet de débats. Elle est interdite sur certains territoires et l'importation des trophées de chasse est réglementée, voire interdite, dans certains pays. Là-aussi, les effets de ces limitations font l'objet de débats.
La chasse aux trophées est controversée et a donc des partisans et des opposants. Les débats autour de cette pratique concernent la question de la moralité de la chasse récréative et l'efficacité des efforts supposés des chasseurs pour la conservation des espèces de gros gibier, mais aussi le déclin observé chez les espèces qui sont les cibles de cette chasse.

## Différents types de chasses aux trophées

### En Afrique

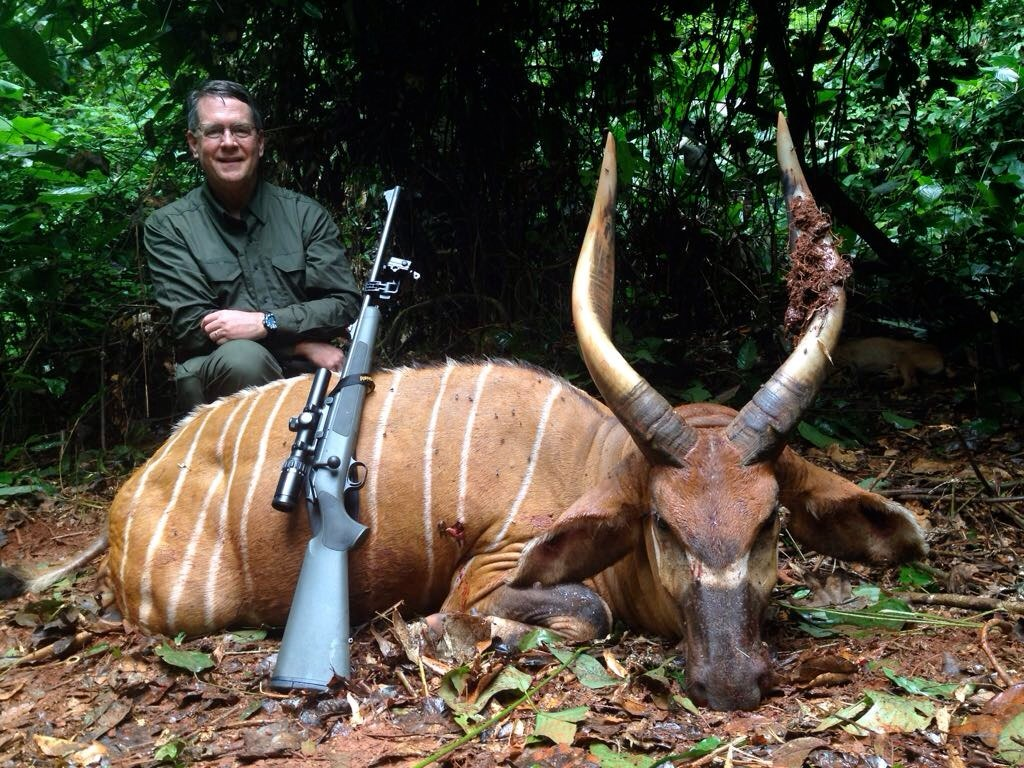
Un chasseur posant devant le bongo qu'il a abattu dans une réserve privée au Cameroun, 2017.

La chasse aux trophées est pratiquée en Afrique depuis longtemps[évasif]. En 2015, vingt-huit États africains autorisent cette pratique.

### En Amérique du Nord

#### Dans la nature
Le puma fait l'objet d'une chasse sportive sur la quasi-totalité de son vaste habitat. Selon le Washington Post, la seule population protégée au niveau national est celle de la sous-espèce Panthère de Floride. Plusieurs états, dont le Colorado, l'Utah et l’État de Washington, ont au cours des dernières années proposé une intensification de la chasse au puma pour diverses raisons, notamment pour réduire les conflits entre le prédateur et l'élevage et pour favoriser les populations de cervidés. La Californie est le seul état de l'Ouest qui interdit cette chasse.

#### Chasse de ranch
La chasse de ranch est une forme de chasse aux trophées où les animaux sauvages sont élevés au sein d'un ranch pour y être chassés.
De nombreuses espèces de gibier telles que les antilopes cervicapres, les antilopes nilgauts, les cerf axis, les barasinghas, les mouflons d'Arménie et beaucoup d'autres espèces de cervidés, de mouflons et d'antilopes d'Afrique, d'Asie et des îles du Pacifique ont été introduites dans des ranchs du Texas et de Floride pour la pratique de la chasse aux trophées.
Ces animaux sont généralement chassés pour un tarif donné pour chaque espèce, les chasseurs pouvant payer 4 000 $ ou plus pour avoir le droit de chasser ces animaux exotiques. Comme beaucoup de ces espèces sont menacées dans leur habitat naturel, le gouvernement des États-Unis exige que 10 % du tarif de chasse soient reversés à la conservation in situ dans les zones où ces animaux sont originaires. La chasse des animaux en voie de disparition est normalement illégale aux États-Unis en vertu de la Loi sur les espèces en voie de disparition, mais est autorisé dans ces ranchs, car les individus qui s'y trouvent ne sont pas autochtones aux États-Unis.

### En Asie

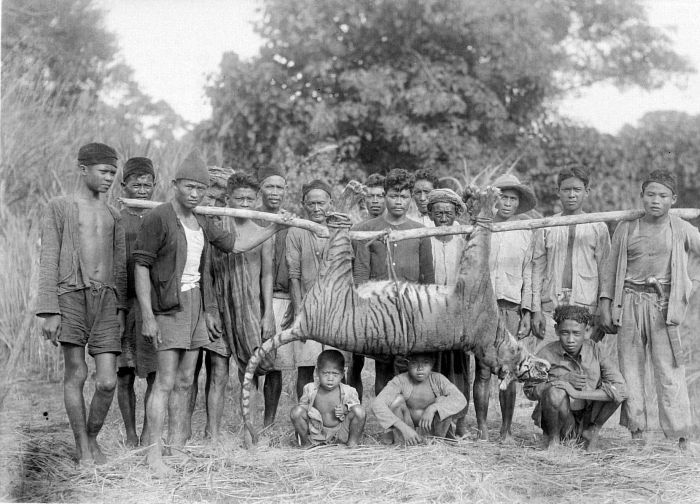
Chasse au tigre dans les Indes orientales néerlandaises (actuelle Indonésie) en 1941.
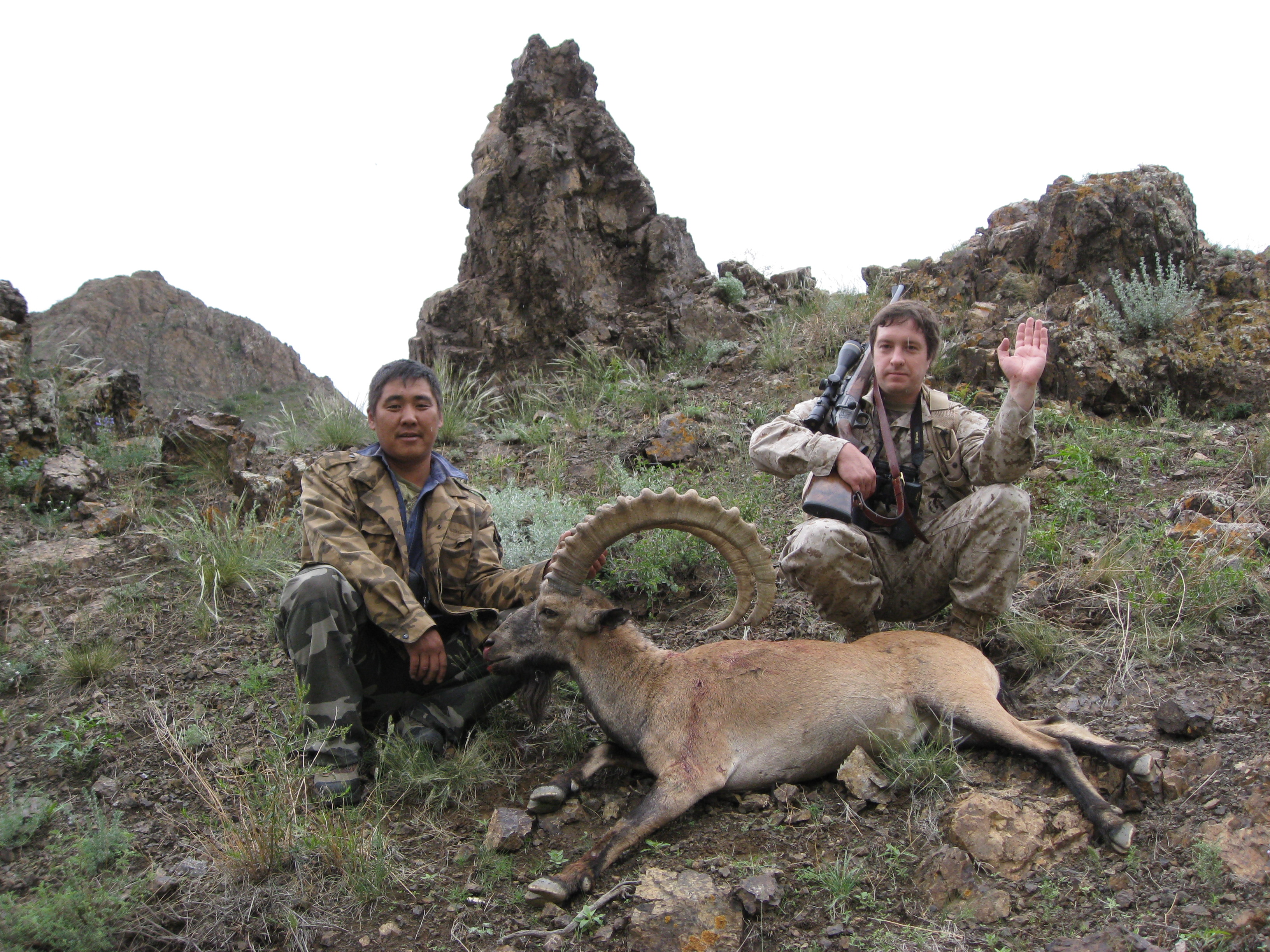
Chasseur avec le corps d'un ibex de Sibérie dans le désert de Gobi, en Mongolie, 2011.

### En Europe

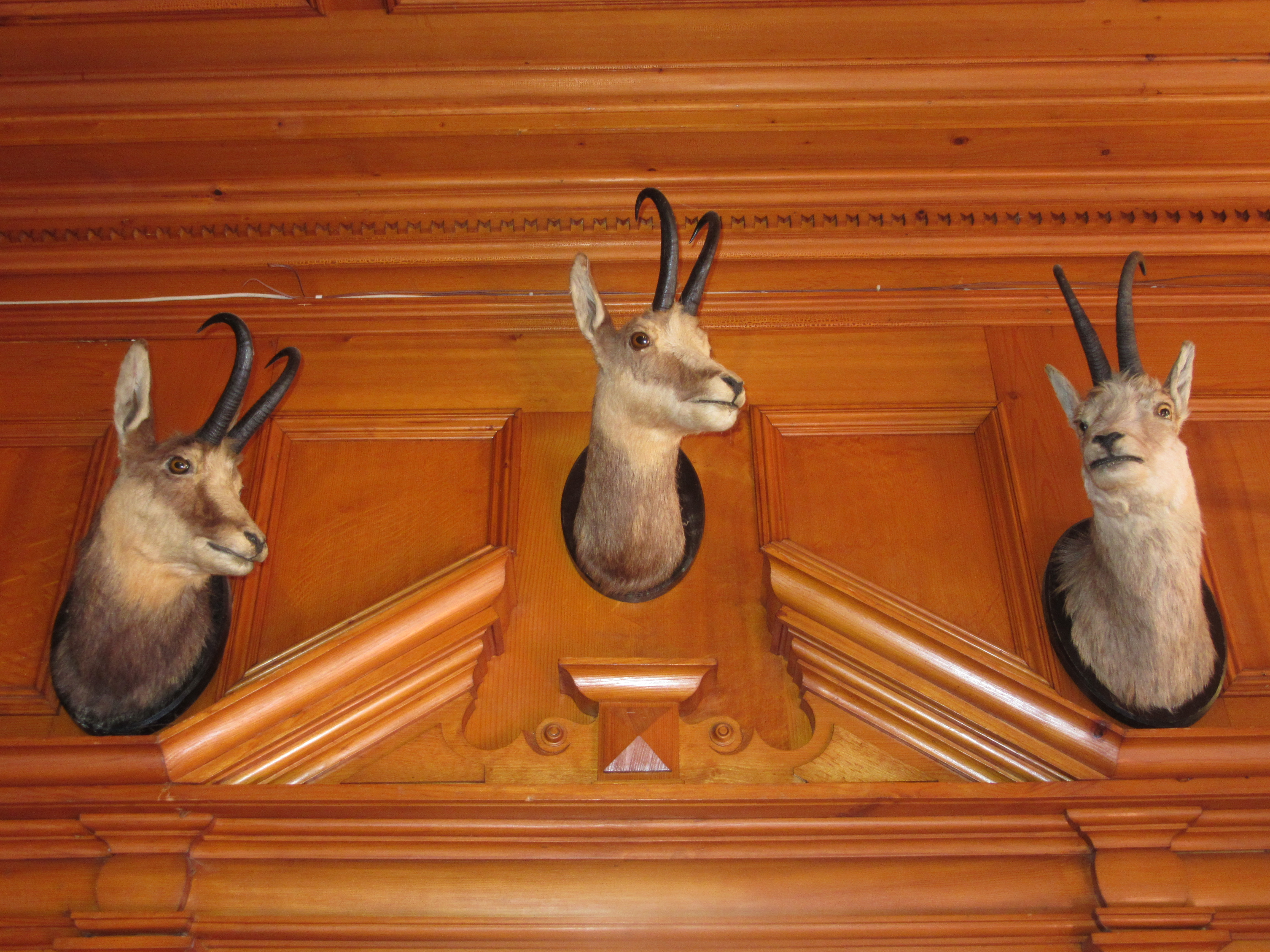
Trophées de chamois, Villa Maund, Autriche.
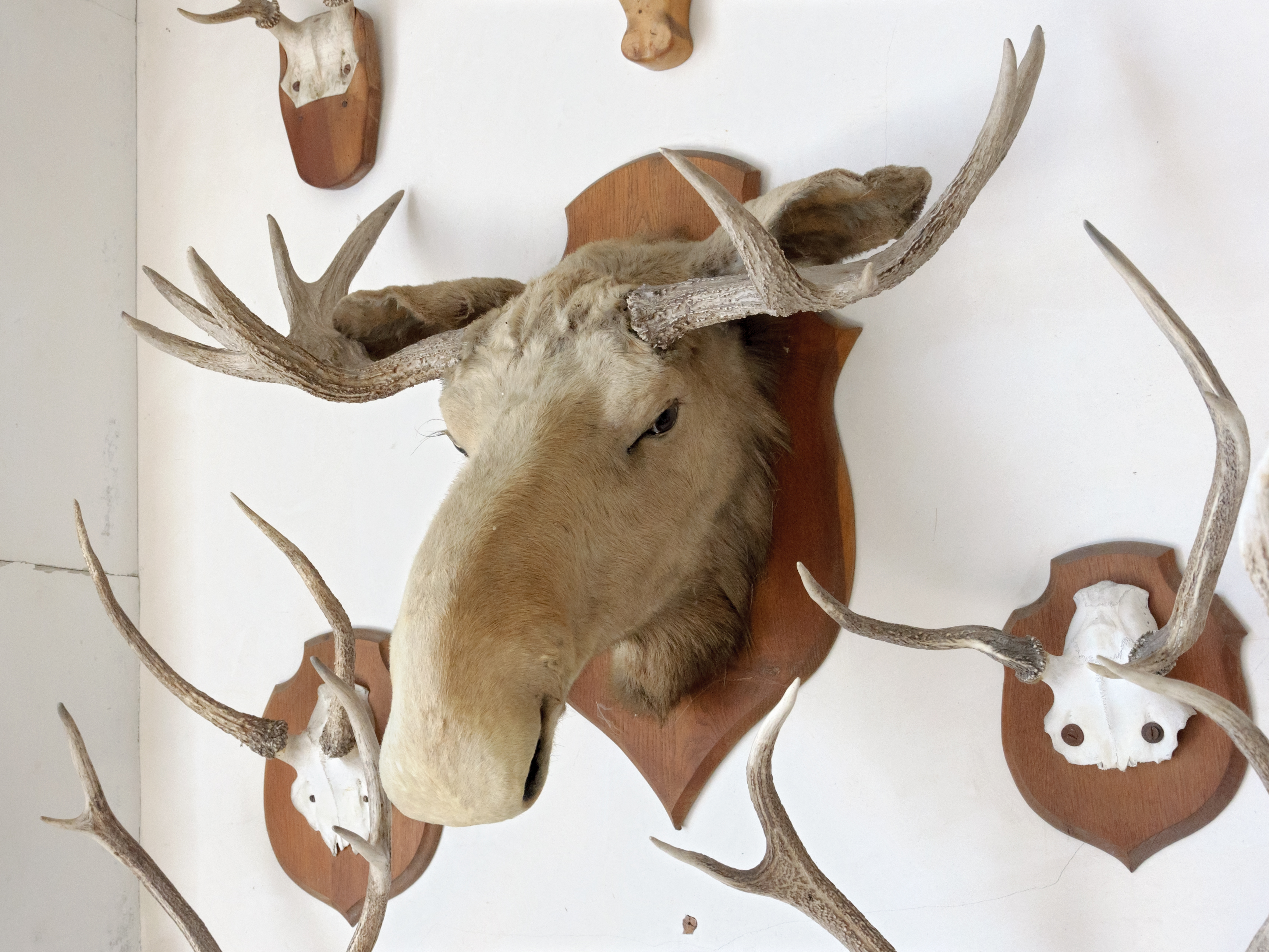
Tête d'élan et bois de cervidés préparés en trophées de chasse, au château de Tanlay, en France.
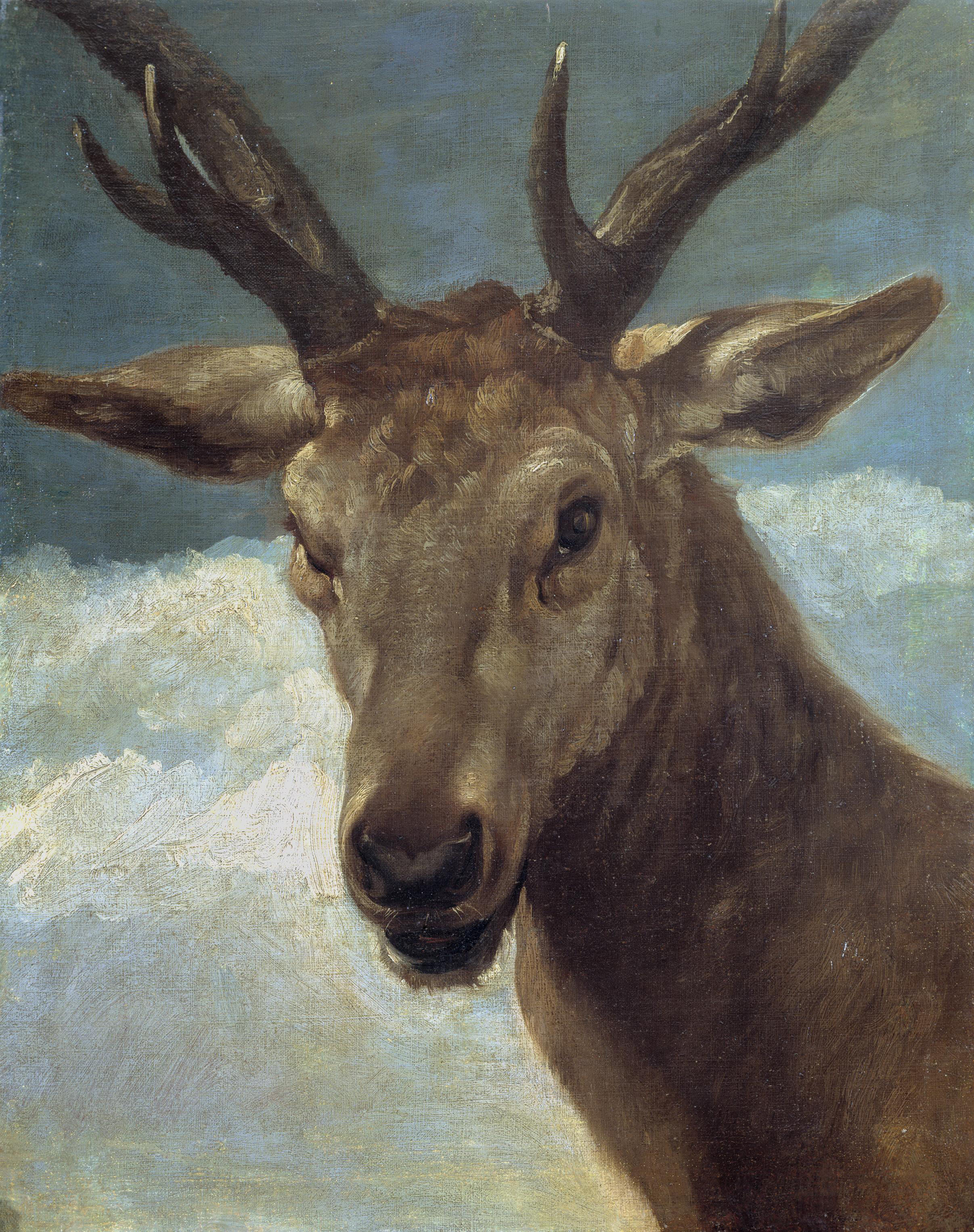
Tête de cerf, tableau attribué à Diego Vélasquez.

## Influence sur la conservation de la nature
L'influence de la chasse aux trophées sur la conservation de la nature concerne la chasse en milieu sauvage et elle est principalement l'objet d'études sur le continent africain. Le Comité des Ressources naturelles de la Chambre des représentants des États-Unis (en)a publié un rapport en 2016 concluant que la chasse aux trophées pouvait contribuer à l'extinction de certaines espèces.

### En Afrique
La chasse aux trophées a été considéré comme essentielle pour fournir des incitations économiques à la conservation des grands carnivores selon des études scientifiques parues dans Journal of Sustainable Tourism et Wildlife Conservation by Sustainable Use.
La Tanzanie héberge environ 40 % de la population de lions d'Afrique. Ses autorités dédiées à la faune sauvage revendiquent que leur succès dans le maintien d'une population importante (par rapport à des pays comme le Kenya, où le nombre de lions a chuté drastiquement) est lié à l'utilisation de la chasse aux trophées comme outil de conservation[Comment ?].

#### Effets de la chasse aux trophées sur les populations animales
Lorsqu'elle est mal gérée, la chasse aux trophées peut avoir des impacts écologiques néfastes pour les espèces cibles, tel la modification de la structure sexuelle ou des âges d'une population, la rupture sociale d'un groupe,,, des effets génétiques délétères,,, et même un déclin de la population lorsque les prises sont excessives,. Elle peut aussi menacer la conservation et influencer le comportement d'espèces non-cibles. Le rôle de conservation de l'industrie de la chasse est également entravé par les gouvernements et les opérateurs de tourisme de chasse qui ne parviennent pas à déléguer des avantages pour les communautés locales, tout en réduisant la motivation qu'elles pourraient y trouver à protéger la faune,,, ainsi que par des pratiques de chasse contraires à l'éthique, telles que le tir depuis des véhicules et la chasse close, menées par certains opérateurs qui génèrent ainsi une opinion négative et renforcent le support pour les interdictions de chasse.

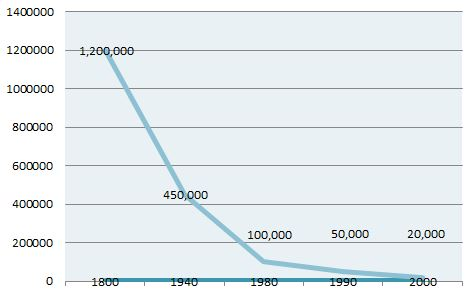
Population de lion (axe des Y) en fonction du temps (en années, axe des X).

Selon la Smithsonian Institution, les populations d'animaux sauvages au niveau mondial ont diminué de 52 % depuis 1970. Cette baisse se concentre fortement sur les mammifères, les oiseaux, les amphibiens et les reptiles. Elle est attribuable à plusieurs raisons, notamment la surexploitation (y compris la chasse pour la nourriture, les médicaments et les produits d'origine animale), la perte de l'habitat et les changements climatiques. Les pays en développement sont plus susceptibles de voir une importante diminution des populations de faune sauvage, pour les raisons mentionnées ci-dessus. Les pays en développement mus par le profit sont aussi susceptibles de voir une baisse dans la population comme conséquence de la réticence de leurs gouvernements à contribuer aux efforts de conservation[réf. nécessaire],[pertinence contestée].
Le graphique représente le déclin de la population de lion depuis les années 1800. Cette information a été prise à partir du National Geographic Big Cats Initiative[source insuffisante].

#### Lutte contre la perte d'habitat
Un article de Nigel Leader-Williams chercheur au Durrell Institute of Conservation and Ecology (en) de l'université du Kent, et de ses collègues, paru en 2005 dans le Journal of International Wildlife Law and Policy affirme que la légalisation de la chasse au rhinocéros blanc en Afrique du Sud a motivé les propriétaires privés à réintroduire cette espèce sur leurs terres. En conséquence, la population de rhinocéros blancs a augmenté, passant de moins d'une centaine d'individus à plus de 11 000. L'étude de Leader-Williams a également montré que la chasse aux trophées au Zimbabwe avait doublé les zones de présence de la faune sauvage par rapport aux zones protégées par l'état. La mise en place d'une chasse légale et contrôlée a conduit à une augmentation de la superficie des terres disponibles pour les éléphants et d'autres animaux sauvages, ce qui a, selon lui, inversé le problème de la perte d'habitat et a contribué à maintenir l'augmentation durable de la population d'éléphants du Zimbabwe, qui était déjà une grande population".
Une étude menée par Peter Lindsey de l'université du Zimbabwe, parue dans la revue Biological Conservation, affirme que la chasse aux trophées est « d'une importance majeure pour la conservation en Afrique car elle entraîne des incitations économiques pour la conservation sur de vastes zones, y compris sur des zones qui peuvent être inappropriés pour des activités alternatives liée à la faune sauvage, comme l'écotourisme photographique ». Les incitations financières générées par la chasse aux trophées ont effectivement plus que doublé la superficie de terre utilisée pour la conservation de la faune par rapport à celle qui existerait s'il n'y avait que les parcs nationaux, selon cette même étude.
L'auteur et journaliste américain Richard Conniff (en) affirme que si la Namibie recèle près de 1 750 des 5 000 rhinocéros noirs qui survivent à l'état sauvage, c'est parce que l’État y permet la chasse aux trophées, sans toutefois démontrer cette corrélation. La population de zèbres de montagne de ce pays a augmenté de 1 000 individus en 1982 à 27 000 en 2014. Les éléphants, qui sont abattus ailleurs pour leur ivoire, y ont vu leur population passer de 15 000 à 20 000 individus en 1995. Les lions, qui étaient au bord de l'extinction « du Sénégal au Kenya », voient leur nombre augmenter en Namibie.

#### Financement des actions de conservation par la chasse aux trophées
L'Union internationale pour la conservation de la nature (UICN) reconnaît que la chasse aux trophées, lorsqu'elle est bien gérée, peut être durable et générer d'importants revenus pour la conservation des espèces cibles et de leurs habitats en dehors des zones protégées.

### En Amérique

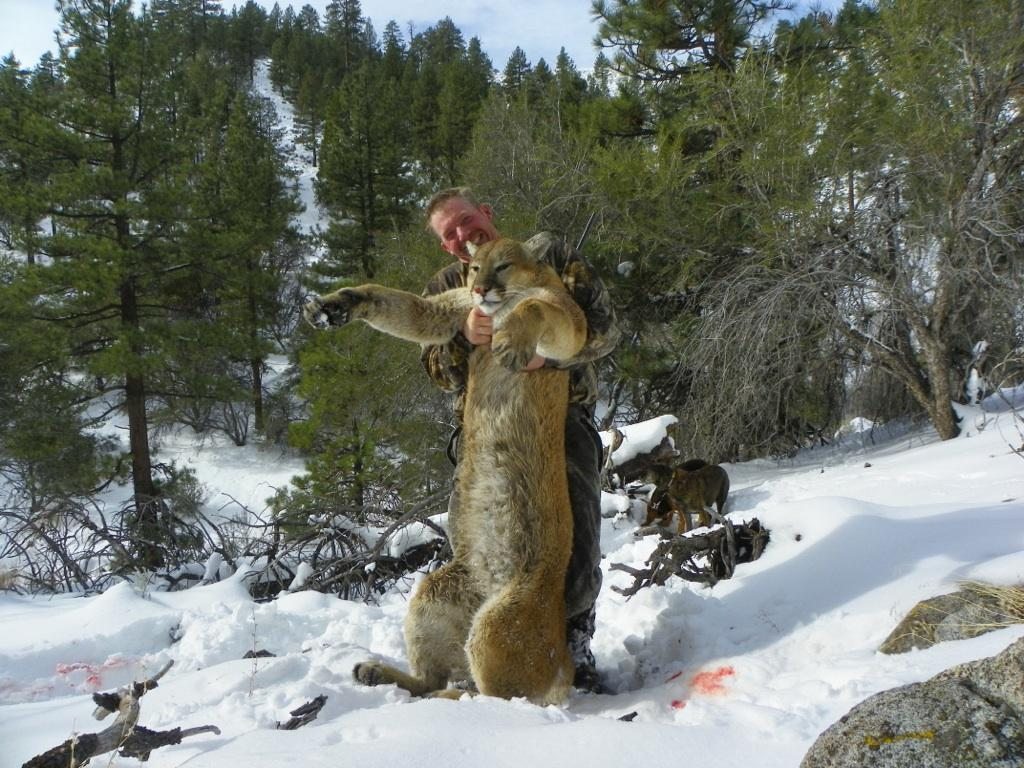
Chasseur avec le corps d'un puma, dans le Nevada (États-Unis), en 2014.

#### Effet sur les conflits entre humains et animaux
Aux États-Unis, les quotas de chasse au puma ont eu un effet négatif sur les populations de cet animal, mais également sur les populations humaines des communautés environnantes. Selon Robert Wielgus, directeur du laboratoire de conservation des grands carnivores à l'université d'État de Washington, lorsque trop de pumas sont chassés, des problèmes démographiques à l'échelle de la population entière surviennent. Le puma mâle est extrêmement territorial et va souvent à la recherche de femelles sur son territoire à la fois pour s'accoupler et pour tuer tous les petits dont il n'est pas le père afin d'assurer de la place pour sa propre progéniture. Ces jeunes pumas sont les principaux responsables du bétail tué et des interactions indésirables avec les humains. En outre, ils poussent souvent les femelles et leurs petits à se cacher ou à trouver un autre territoire, les forçant à chasser de nouvelles proies. Il affirme dans son étude que "fondamentalement, la conclusion principale est que la chasse intensive des pumas était en fait à l'origine des problèmes constatés".
Une étude parue dans la revue BMC Ecology, portant sur la chasse au puma en Colombie-Britannique (Canada) entre 1979 et 2008, a montré qu'une chasse aux trophées intensive de cette espèce était corrélée à d'intenses conflits entre pumas et humains. Au vu des résultats, les chercheurs ont émis l'hypothèse explicative suivante : les chasseurs de trophées tuant préférentiellement les mâles adultes, la mort de ces derniers entraînerait une compétition des jeunes mâles pour le territoire laissé vacant, et donc davantage de déplacements, ce qui générerait davantage de conflits avec les humains. Ces conflits entraînent une mortalité accrue des pumas et constituent une menace pour l'espèce.

## Influence économique

### Effets négatifs perçus de la chasse aux trophées
De nombreux défenseurs de la chasse font valoir que la pratique est utilisé comme un outil de conservation. La pensée derrière cela est d'inviter les chasseurs aisés des pays riches, principalement des États-Unis, qui sont prêts à payer jusqu'à 100 000 dollars ou plus pour une autorisation d'abattre un animal. Ces sommes bénéficient ensuite aux communautés locales et aux efforts de conservation. Cependant, des études récentes montrent que les villageois pauvres de ces communautés reçoivent rarement une part de bénéfice leur permettant de vivre. Ceci s'explique par un contexte où les gouvernements sont corrompus, où le nombre d'employés est faible et où il y a peu de réglementation. Souvent, ces politiciens sont plus motivés par les bénéfices que par la conservation.
Une étude menée par CNN indique qu'environ 25 centimes par acre générés par la chasse aux trophées revient aux communautés locales. Le National Geographic cite un rapport de l'UICN qui affirme que « l'industrie de la chasse sportive ne génère pas de bénéfices significatifs pour les communautés vivant là où elle est active. En Afrique, il y a seulement environ 15 000 emplois liés à la chasse —un petit nombre, d'autant que les six principaux pays où a lieu la chasse aux trophées ont une population de près de 150 millions de personnes ».
Selon le National Geographic, les statistiques du gouvernement établies à partir de 2014, ont estimé la contribution de la chasse au trophée à plus de 70 millions de dollars américains. Cependant, les retombées de bénéfices pour les individus des communautés locales sont très faibles en raison du fait que « la grande majorité de ces revenus revient aux opérateurs et à des bénéficiaires indirects comme les compagnies aériennes, les hôtels, les installations touristiques ».
En Namibie par exemple, les profits liés à la chasse aux trophées ont augmenté de l'ordre de 800 % entre 2000 et 2006, passant de 165 000  à   1 330 000 dollars. Dans ce pays, ces bénéfices fournissent environ 75 $ par mois à un Namibien sur sept.
Dans un article d'opinion, Jeff Flocken du Fonds international pour la protection des animaux (IFAW), affirme que « malgré les affirmations virulentes qui prétendent que la chasse aux trophées rapporte des millions de dollars de revenus aux populations locales et aux communautés pauvres, il n'y a aucune preuve de cela. Même des organisations pro-chasse comme le Conseil International de la Chasse et de la Conservation du Gibier ont rapporté que seulement 3 % des revenus de la chasse aux trophées revenait aux communautés touchées par la chasse. Le reste va aux gouvernements nationaux ou à des équipementiers basés à l'étranger. L'argent de la chasse qui revient effectivement à l'Afrique n'est rien en comparaison des milliards générés par les touristes qui viennent juste pour observer la faune. Si les lions et d'autres animaux continuent à disparaître d'Afrique, cette source vitale de revenus — tourisme non consommateur — se tarira, ce qui nuira à de nombreuses personnes partout en Afrique ».
Cependant, la ministre de l'Environnement d'Afrique du Sud, Edna Molewa, affirme que l'industrie de la chasse a contribué à la hauteur de plusieurs millions à l'économie de l'Afrique du Sud au cours des dernières années. Pendant la saison de chasse 2010, le total des revenus générés par l'industrie de la chasse aux trophées était d'environ 1,1 milliard de dollars. « Ce montant ne reflète le revenu généré par l'hébergement et les permis d'abattage tarifés. Le vrai revenu est donc sensiblement plus élevé, étant donné que ce montant ne comprend pas les revenus indirects générés par les industries connexes », selon Molewa.

### Effets positifs perçus de la chasse aux trophées
Selon le US Fish and Wildlife Service, la chasse aux trophées « fournit une incitation économique » aux éleveurs pour continuer l'élevage de ces espèces, et la chasse « réduit la menace d'extinction de ces espèces »,.
Les ranchs de faune sauvage dédiés à la chasse dite durable ont proliféré dans certains pays d'Afrique, notamment en Namibie et en Afrique du Sud. Ces ranchs ont grandement contribué à l'économie Sud-Africaine, principalement par l'utilisation du gibier comme trophées de chasse.
L'Union Internationale pour la Conservation de la Nature reconnaît que la chasse aux trophées, lorsqu'elle est bien gérée, peut être durable et peut soutenir les populations locales.
Selon Alexander N. Songorwa, directeur de la faune sauvage pour le ministère tanzanien des Ressources naturelles et du Tourisme, la chasse aux trophées a généré près de 75 millions de dollars américains pour l'économie de la Tanzanie, entre 2008 et 2011.
Selon une étude commandée par le Conseil International de la Chasse et de la Conservation du Gibier (CIC), en partenariat avec l'Organisation des Nations unies pour l'alimentation et l'agriculture (FAO), le chiffre d'affaires généré par le tourisme cynégétique dans sept états de la Communauté de développement d'Afrique australe (SADC) en 2008 était d'environ 190 millions de dollars américains.

## Réglementation, interdiction et effets

### Amérique

#### États-Unis
Le US Fish and Wildlife Service a imposé une interdiction sur les importations de trophées. Cette interdiction est limitée aux trophées d'éléphants du Zimbabwe et de Tanzanie pour 2014-2015 et susceptible de s'étendre et de se développer.
Peu après le braconnage du lion Cecil au Zimbabwe, de nombreuses compagnies aériennes, comme American Airlines, Delta Air Lines, United Airlines, Air France-KLM, Iberia, IAG Cargo, Singapore Airlines, Qantas, South African Airways, Emirates, Lufthansa et British Airways, ont interdit le transport de trophées de chasse sur leurs vols.

### Afrique

#### Kenya
Le Kenya, qui a interdit la chasse aux trophées en 1977, a vu une baisse de 70 % de ces animaux sauvages selon Laurence Frank, un chercheur en zoologie de l'université de Californie à Berkeley et directeur du groupe de conservation de la Living with Lions.
Selon un article de 2012 de P. Lindsey et G. Balme, si la chasse au lion est effectivement exclue, la chasse aux trophées pourrait potentiellement devenir financièrement non viable sur au moins 59 538 km2 qui pourrait résulter une perte concomitante d'habitat.
Toutefois, l'arrêt de la chasse au lion pourrait avoir d'autres impacts potentiellement plus larges et négatifs, comme une diminution de la compétitivité des terres où se trouve la faune sauvage par rapport à d'autres activités alternatives qui seraient écologiquement défavorables.
Des restrictions sur la chasse au lion pourraient également affecter la tolérance des communautés locales vis-à-vis des espèces, dans les zones où celles-ci bénéficiaient de la chasse, et pourraient ainsi réduire les fonds alloués pour la lutte anti-braconnage.

### Union européenne

#### France
En 2015, la France interdit l'importation de trophées de lions à la suite de l'indignation suscitée par l'abattage du lion Cecil au Zimbabwe. Le pays est le second exportateur de trophées en Europe, pour 19 % du volume total exporté. Elle est la principale exportatrice de trophées de léopards, de lynx d'Eurasie et de guépards. Entre 2014 et 2018, l'association a importé 752 trophées de chasse, selon l'association Human Society. 
Début 2024, la France prend la direction de l'interdiction de l'importation et de l'exportation de trophées de chasses d'espèces protégées.[source insuffisante]

#### Belgique
La Belgique interdit l'importation et de l'exportation de trophées de chasses de plus de 600 espèces protégées depuis le 25 janvier 2024.

#### Pays-Bas
Les Pays-Bas interdisent l'importation et de l'exportation de trophées de chasses d'espèces protégées depuis 2016.

#### Finlande
La Finlande interdit l'importation et de l'exportation de trophées de chasses d'espèces protégées depuis 2023.

## Controverse

### Opposition
L'opposition à la chasse aux trophées se fonde d'une part sur la conviction qu'en tant que chasse récréative, elle est immorale, et d'autre part qu'elle ne contribue pas suffisamment à financer les actions de conservation de la nature et qu'elle ne soutient pas suffisamment les communautés locales.

#### Arguments

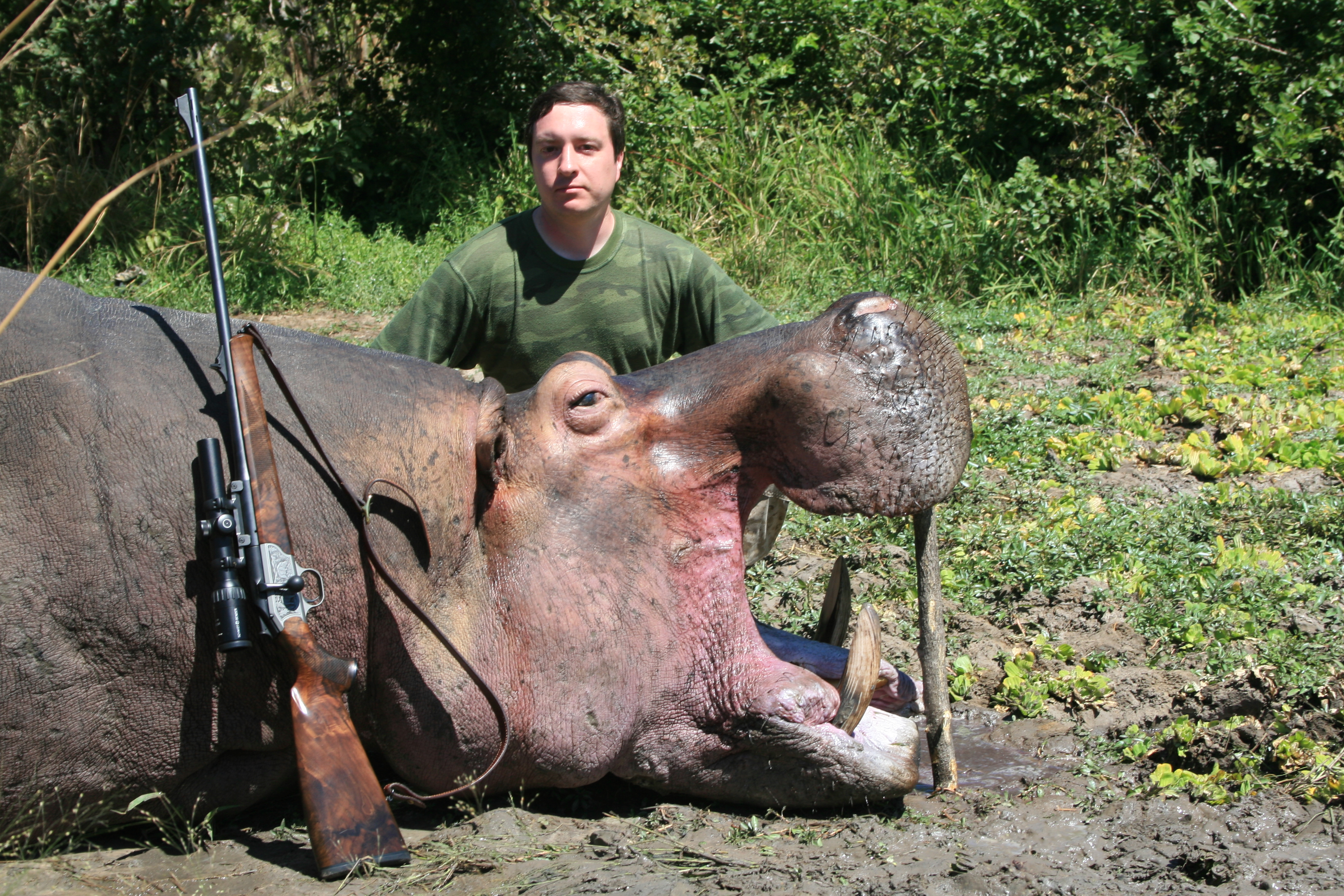
Chasseur avec le corps d'un hippopotame amphibie, Namibie, 2010.

Les opposants citent les effets négatifs de ce type de chasse sur la génétique et la santé des populations, résultant du fait que les chasseurs tuent souvent le plus grand mâle, ce qui perturbe la composition des groupes sociaux affectant aussi bien la sécurité immédiate des autres animaux que la bonne reproduction de l'espèce. Cela signifie que les animaux qui restent et peuvent se reproduire ne sont pas les plus forts ni les plus sains, or ce sont ceux qui transmettront leur patrimoine génétique et élèveront la progéniture.
Une étude de novembre 2004 de l'université de Port Elizabeth (en), en Afrique du Sud, estime que l'écotourisme pratiqué sur les réserves de chasse privées générait plus de quinze fois le revenu lié à l'élevage de bétail ou de gibier et à la chasse aux trophées. L'écotourisme dans des lodges dans la province du Cap Oriental produit près de 2 000 rands par hectare. Les chercheurs ont également constaté que plus d'emplois ont été créés et que le personnel avait reçu une importante formation professionnelle.

#### Prises de position
Beaucoup des 189 pays signataires des accords de la conférence des Nations unies sur l’environnement et le développement de 1992 à Rio de Janeiro, ont développé des plans d'action en faveur de la biodiversité qui découragent la chasse des espèces protégées[réf. nécessaire],[pertinence contestée].
Les associations de défense des animaux sont opposées à cette chasse, comme pour toute chasse à caractère récréatif. Ainsi, la Humane Society of the United States a critiqué la chasse aux trophées pratiquée dans les ranchs de chasse nord-américains, déplorant la chasse d'animaux appartenant à des espèces menacées, même si les animaux en question y sont élevés spécifiquement pour être chassés. L'association People for the Ethical Treatment of Animals (PETA) est également opposé à la chasse aux trophées qu'elle considère inutile, violente et cruelle. Cette opposition se base sur l'absence de justification morale de la chasse sportive. L'association estime que la douleur que les animaux ressentent n'est pas justifiée par le plaisir que les chasseurs en retirent. La chasse aux trophées est également combattue par l'association américaine In Defense of Animals (en) (IDA) sur la base que les chasseurs de trophées ne sont à l'origine pas motivés par la conservation, mais plutôt par la gloire de la chasse et de tuer le plus grand et le plus rare des animaux. Ils soutiennent que les chasseurs de trophées ne sont pas intéressés par la sauvegarde des espèces en voie de disparition, et sont en revanche disposés à payer des prix très élevés pour obtenir des permis de tuer les individus d'une espèce menacée. La League Against Cruel Sports (en) s'oppose aussi à la chasse aux trophées, que les animaux chassés soient en voie de disparition ou pas, car elle estime qu'il est toujours injustifié de les tuer pour le loisir. Ses membres considèrent que l'argument des retombées économiques est une fausse justification pour que perdure cette pratique.

### Soutien

#### Arguments
Les partisans de la chasse aux trophées affirment qu'une partie importante du prix payé pour la chasse revient à la conservation, comme notamment une partie du prix du permis de chasse et des taxes sur les munitions.
En outre, les groupes privés, tels que la National Shooting Sports Foundation, qui a contribué à plus de 400 000 dollars en 2005, et les plus petits groupes, contribuent de façon importante aux levées de fonds pour la conservation. Par exemple, le Grand Slam Club Ovis affirme avoir levé plus de 6,3 millions de dollars pour la conservation des ovins et caprins sauvages.

#### Prises de position
Plusieurs organisations de chasseurs et de pêcheurs soutiennent la chasse aux trophées en tant qu'outil de conservation de la nature, c'est le cas de Ducks Unlimited, du Boone and Crockett Club (en), de l'Izaak Walton League (en), de la North American Model of Wildlife Conservation (en) et de la U.S. Sportsmen's Alliance (en).
Parmi les ONG de conservation de la nature, l'Union internationale pour la conservation de la nature (UICN), le Fonds mondial pour la nature (WWF), la National Wildlife Federation, l'American Forests, la Wildlife Society (en) et la Wilderness Society (en) supportent la chasse aux trophées comme outil utile à la conservation de la nature,,. La National Wildlife Federation supporte cette chasse parce qu'« en vertu de la réglementation de la profession, les populations d'espèces sauvages sont une ressource naturelle renouvelable qui peut supporter les prises occasionnelles de la chasse ».
La Panthera Corporation, un groupe de conservation dédié aux grands félins et à leurs écosystèmes, soutient que la chasse aux trophées reste un outil de conservation efficace pour les populations de lions d'Afrique.

### Neutralité
Les organisations qui sont neutres incluent la Société nationale Audubon, les Defenders of Wildlife et le Sierra Club,.

### Solutions proposées

#### Système de certificat
Une des solutions proposées à ces problèmes est le développement d'un système de certification, en vertu duquel les opérateurs de chasse aux trophées sont évalués en fonction de trois critères, :
1. leur engagement envers la conservation, par exemple par l'adhésion à des quotas et la participation aux efforts anti-braconnage ;
2. leur engagement envers les communautés locales, par exemple en générant des emplois et des bénéfices pour les locaux ;
3. leur respect des accords sur les normes éthiques.

L'introduction d'un système de certification reste cependant difficile, car il nécessite une coopération entre les opérateurs de la chasse, les défenseurs de l'environnement et les gouvernements,. Cela nécessite aussi de répondre à des questions difficiles comme : en quoi consiste l'éthique de la chasse ? Qui constitue les communautés locales et qu'est-ce qui représente un bénéfice adéquat pour elles ? Certains chercheurs continuent également à exprimer leur préoccupation au sujet de ce que pourrait être les plus grands messages d'interdiction de chasse aux trophées d'espèces en voie de disparition et les conséquences que cela pourraient entraîner pour la conservation. Par exemple, il a été suggéré que les contributions des organisations de conservation pourraient diminuer car permettre la chasse d'une espèce serait susceptible de transmettre le message qu'elle ne nécessite pas d'être sauvée. Donc, même si les problèmes mentionnés ci-dessus associés à la chasse aux trophées étaient traités au niveau local à travers la mise en œuvre d'un système de certification, les effets positifs pour la conservation pourraient être compensés par de puissants messages globaux envoyés à des personnes extérieures qui peuvent également influer sur les résultats de conservation.